# Geostiba kakhetiana
Geostiba kakhetiana – gatunek chrząszcza z rodziny kusakowatych i podrodziny rydzenic.
Gatunek ten opisany został po raz pierwszy w 2019 roku przez Volkera Assinga na łamach „Linzer biologische Beiträge”. Jako lokalizację typową wskazano północne okolice Leczuri w gruzińskiej Kachetii. Epitet gatunkowy pochodzi od miejsca typowego.
Chrząszcz o wydłużonym ciele długości od 2,1 do 2,8 mm. Głowa jest ruda. Oczy są uwstecznione, zbudowane z od pięciu do ośmiu fasetek. Przedplecze i pokrywy są rude. U obu płci na pokrywach występują płytkie wciski, ale u samców są one rozleglejsze niż u samic. Ponadto u samców pokrywy mają guzkowate na przedzie i wyostrzone w tyle żeberka na szwie. Odnóża mają żółte ubarwienie. Odwłok jest rudy i ma ósmy sternit u obu płci z tylnym brzegiem lekko wypukłym. Na powierzchni siódmego tergitu samca występuje mały guzek środkowy na krawędzi tylnej. Genitalia samca mają edeagus o długiej crista apicalis oraz o woreczku wewnętrznym zaopatrzonym w krótkie flagellum i od czterech do sześciu kolców.
Gatunek palearktyczny, znany wyłącznie z Kachetii, w tym z Parku Narodowego Lagodechi. Znajdywany w lasach liściastych, w dolinach rzek i potoków, na rzędnych od 1000 do 1510 m n.p.m. Bytuje w ściółce.